# Dicranomyia (Dicranomyia) erichtho
Dicranomyia (Dicranomyia) erichtho is een tweevleugelige uit de familie steltmuggen (Limoniidae). De soort komt voor in het Oriëntaals gebied.